# Maartje Van Neygen
Maartje Van Neygen (Sint-Niklaas, 25 oktober 1995) is een Belgische zangeres, actrice en model. Ze is de dochter van zanger Erik Van Neygen en zangeres Sanne. 

## Biografie
In 2004, op negenjarige leeftijd, trad Van Neygen voor het eerst op tijdens het kerstconcert van haar ouders. Later zong ze ook het lied Zeven nachten en in de winter van 2010 zong ze mee op de single Halleluja als aanloop naar de kerstconcerten van dat jaar.
Op De fantastische expeditie (2012), het laatste album van haar ouders, zong ze de liedjes Hier aan de Schelde en Niet slecht bedoeld. De fantastische expeditie werd bekroond met een gouden plaat.
In 2009 en 2012 speelde ze een gastrol in de televisiereeks Witse.
Op 10 december 2012 bracht Maartje Van Neygen haar eerste eigen single uit: My songbird. Haar eerste album, Eerste dauw, kwam uit op 25 oktober 2013. 
In het voorjaar van 2015 volgde Brussel-Berlin, een conceptalbum, met als thema een haast onmogelijke lange-afstandsliefde tussen een Vlaams meisje en een Berlijnse streetart-kunstenaar.
In 2016 behaalde ze aan de hogeschool Odisee Campus Waas het diploma Bachelor in het secundair onderwijs Nederlands-Duits. Ze stapte later dan ook in het onderwijs.
In 2017 speelde ze mee in de film K3 Love Cruise als het Elfje Ayla.
Begin 2020 trouwde ze. Datzelfde jaar gaat ze met haar ouders op tournee ter ere van het 30ste jubileum van Veel te mooi, de bekendste hit van Erik en Sanne.
Ze is moeder van een zoon (2020) en een dochter (2023).

## Discografie
| Single met hitnotering(en) in de Vlaamse Ultratop 50 | Datum van verschijnen | Datum van binnenkomst | Hoogste positie | Aantal weken | Opmerkingen                                   |
| ---------------------------------------------------- | --------------------- | --------------------- | --------------- | ------------ | --------------------------------------------- |
| Niet slecht bedoeld                                  | 2013                  | 20-04-2013            | tip80           | -            |                                               |
| Tekendoos                                            | 2013                  | 13-07-2013            | tip75           | -            |                                               |
| Petit amour d'été                                    | 2013                  | 05-10-2013            | tip67           | -            |                                               |
| 't Is echt wel goed                                  | 2013                  | 22-11-2013            | tip38           | -            |                                               |
| Doe maar!                                            | 2014                  | 24-01-2014            | tip57           | -            |                                               |
| Canta baila                                          | 2014                  | 17-05-2014            | tip39           | -            |                                               |
| Op zijn schouder                                     | 2014                  | 20-09-2014            | tip71           | -            | Nr. 35 in de Vlaamse Top 50                   |
| Nood aan jou                                         | 2015                  | 14-03-2015            | tip25           | -            | Nr. 17 in de Vlaamse Top 50                   |
| Het meisje op de muur                                | 2015                  | 27-06-2015            | tip48           | -            | Nr. 28 in de Vlaamse Top 50                   |
| Ik kom er wel doorheen                               | 2015                  | 03-10-2015            | tip44           | -            | met Erik en Sanne Nr. 20 in de Vlaamse Top 50 |
| Zolang er helden zijn                                | 2016                  | 23-01-2016            | tip             | -            |                                               |
| Tranen boven Düsseldorf                              | 2016                  | 19-03-2016            | tip             | -            |                                               |

| Album met hitnotering(en) in de Vlaamse Ultratop 200 albums | Datum van verschijnen | Datum van binnenkomst | Hoogste positie | Aantal weken | Opmerkingen |
| ----------------------------------------------------------- | --------------------- | --------------------- | --------------- | ------------ | ----------- |
| Eerste dauw                                                 | 25-10-2013            | 02-11-2013            | 32              | 14           |             |
| Brussel-Berlin                                              | 01-05-2015            | 09-05-2015            | 45              | 10           |             |